# The L.A. Complex
The L.A Complex é uma série dramática canadense que estreou em CTV e MuchMusic em 10 de janeiro de 2012, posteriormente transmitido na MuchMusic. Ele também começou a ser exibida nos Estados Unidos em 24 de abril de 2012 sobre The CW.
A série estréia Cassie Steele como Abby Vargas, uma aspirante a atriz que se muda para Los Angeles com nada além de seu Maple Leafs saco de hóquei e sonha em ser uma atriz famosa.
Como descrito em materiais publicitários CTV, "O Complexo de LA segue a vida de 20 anos de idade que vivem no mesmo complexo de apartamentos em Los Angeles tentando fazê-lo como atores, dançarinos, produtores e comediantes. Relacionamentos começam e terminam, a necessidade de ter sucesso é testado e todos os personagens são empurrados para os seus pontos de ruptura ".
Em 22 de março de 2012, de Bell mídia encomendado mais 13 episódios.

## Produção
CTV empresa-mãe, de Bell Media, encomendou seis episódios da série em agosto de 2011. Tiroteio e produção da série começou no verão de 2011, com Toronto e Los Angeles como locais primários.
Várias horas antes da estréia da série, de Bell mídia anunciou que The L.A Complex tinha sido apanhada por The CW ao ar no Estados Unidos mais tarde na primavera.
Em 22 de março de 2012, de Bell Media encomendado mais 13 episódios a serem produzidos para a primeira temporada.
A The CW pegou a segunda temporada do show para o horário de verão canais, para começar a ser exibida em terça-feira, 17 de julho, 2012. Mais tarde, começando em 27 de agosto, a série mudou-se para segunda-feira às 20h como lead-in para repetições da nova temporada de   America's Next Top Model.

## Elenco

### Elenco Regular
| Elenco                  | Personagem               | Temporada(s) |
| ----------------------- | ------------------------ | ------------ |
| Jonathan Patrick Moore  | Connor Lake              | 1-2          |
| Joe Dinicol             | Nick Wagner              | 1-2          |
| Cassie Steele           | Abby Vargas              | 1-2          |
| Jewel Staite            | Raquel Westbrook         | 1-2          |
| Andra Fuller            | Sean Dugan/Kaldrick King | 1-2          |
| Dayle McLeod            | Beth Pirelli             | 2            |
| Georgina Reilly         | Sabrina Reynolds         | 1-2          |
| Rebecca Dalton          | Dita                     | 2            |
| Michael Levinson        | Simon Pirelli            | 2            |
| Ennis Esmer             | Eddie Demir              | 1-2          |
| Chelan Simmons          | Alicia Lowe              | 1            |
| Benjamin Charles Watson | Tariq Muhammad           | 1            |

### Elenco Recorrente
| Elenco               | Personagens      | Temporada(s) |
| -------------------- | ---------------- | ------------ |
| Paul F. Tompkins     | Himself          | 1-2          |
| Dayo Ade             | Dynasty          | 1-2          |
| Ryan Belleville      | Scott Cray       | 2            |
| Kristopher Turner    | Cam              | 1-2          |
| Jordan Johnson-Hinds | Kevin            | 1-2          |
| Alan Thicke          | Donald Gallagher | 2            |
| Brett Dier           | Brandon Kelly    | 2            |
| Megan Hutchings      | Laura Knight     | 2            |
| Krista Allen         | Jennifer Bell    | 2            |
| Kate Todd            | Katee            | 1            |
| Aaron Abrams         | Ricky Lloyd      | 1-2          |

## Recepção Critica
A série recebeu críticas em sua maioria positivas dos críticos. Metacritic , que atribui uma pontuação média ponderada de 100 a partir de opiniões de críticos mainstream, dá a série uma pontuação de 70 com base em 12 avaliações, indicando revisões geralmente favoráveis.
Rob Owen de Pittsburgh Post-Gazette deu ao show uma revisão positiva afirmando que "Para o tipo de show que se propõe a ser, este complexo é surpreendentemente bem, complexa." Alan Sepinwall de HitFix também deu o show uma revisão positiva, descrevendo o mostrar como "É uma novela do horário nobre, mas um que é realmente mais interessado no que os personagens querem fazer para ganhar a vida do que em quem eles estão dormindo."
A equipe TVLine disse The L.A Complex, "É como se tudo o que você quer de um sabão The CW, e entrega", e que ele contém "mais interessante da TV, romance inesperado".
Entertainment Weekly deu ao show um A-, e declarou que era "jóia escondida do verão", dizendo que era "inesperadamente esperto", e que os desicions ruins dos personagens fez "muito mais interessante, relacionáveis e simpático do que os glambots normalmente vemos ".
No entanto, Tom Gliatto de Pessoas Weekly deu ao show uma crítica negativa, descrevendo o show como um "drama blá sobre crianças que vivem em um complexo de apartamentos LA enquanto apressando para pausas grandes."

### Audiência
| Season | Season         | Episódios | Original Data | Lançamento em DVD | Começo de Temporada                   | Final de Temporada                     | Audiência (m) |
| ------ | -------------- | --------- | ------------- | ----------------- | ------------------------------------- | -------------------------------------- | ------------- |
|        | Season 1: 2012 | 6         | 2012          | N/A               | 10 de Janeiro, 2012 24 de Abril, 2012 | 14 de Fevereiro, 2012 29 de Maio, 2012 | N/A           |
|        | Season 2: 2012 | 13        | 2012          | N/A               | ,17 de Julho, 2012                    | ,24 de Setembro, 2012                  | N/A           |

## Transmissões internacionais
- Na França, em junho vai transmitir o show começar 05 de novembro de 2012 (em francês).
- Nos Estados Unidos, a série vai ao ar na CW.
- Na Austrália, a série vai ao ar na MTV.
- No Reino Unido, a série irá ao ar na MTV e agora em Drama.
- Na Turquia, a TV2 vai transmitir o show começar 12 fev 2013
- Na Ásia, a série irá ao ar por 14 de abril de 2013 com um primeiro back-to-back na MTV Ásia.
- Na República Checa, a série estreou na MTV Checa em 17 de abril de 2013.
- Na Polónia, a série vai estrear na MTV Polônia em 21 de abril de 2013.
- Na Holanda, a série vai estrear na MTV Holanda em 21 de abril de 2013.
- Na América Latina, a série vai estrear sob o título "Sueños de Hollywood" na MTV em 21 de abril de 2013.
- Na Eslovénia a série vai ao ar na Planet TV.
- Em Portugal, a série vai ao ar na MTV Portugal.